# Ischnogasteroides carinatus
Ischnogasteroides carinatus är en stekelart som först beskrevs av Kostylev 1939.  Ischnogasteroides carinatus ingår i släktet Ischnogasteroides och familjen Eumenidae. Inga underarter finns listade i Catalogue of Life.